# Peraltilla
Peraltilla és un municipi aragonès situat a la província d'Osca i enquadrat a la comarca del Somontano de Barbastre.
La temperatura mitjana anual és de 13° i la precipitació anual, 575 mm.